# Anagyrus nigricorpus
Anagyrus nigricorpus är en stekelart som beskrevs av Shafee, Alam och Agarwal 1975. Anagyrus nigricorpus ingår i släktet Anagyrus och familjen sköldlussteklar. Inga underarter finns listade i Catalogue of Life.